# Joint (maçonnerie)
Pour les articles homonymes, voir Joint et Joint (construction).

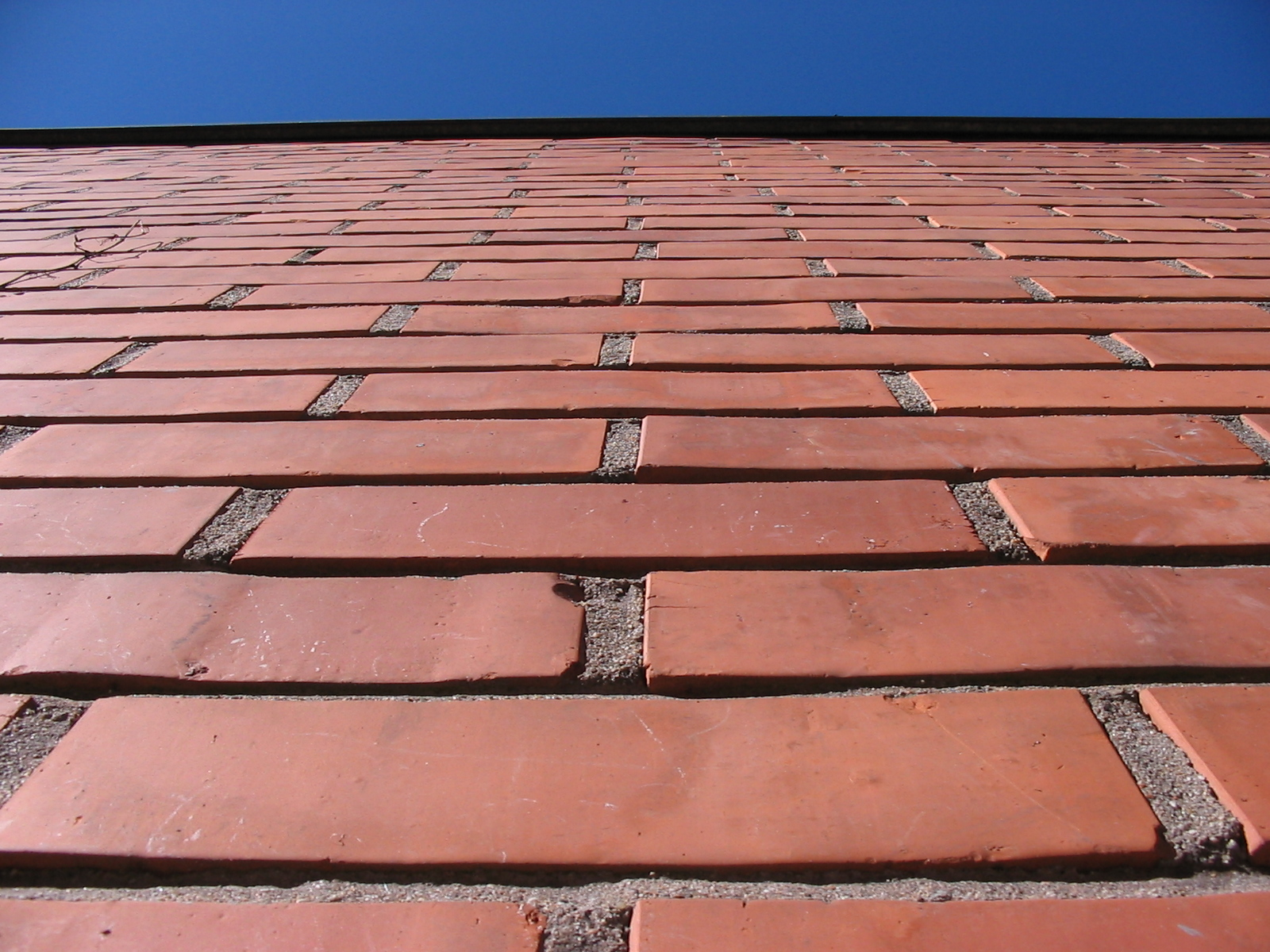
Joints de mortier entre briques.

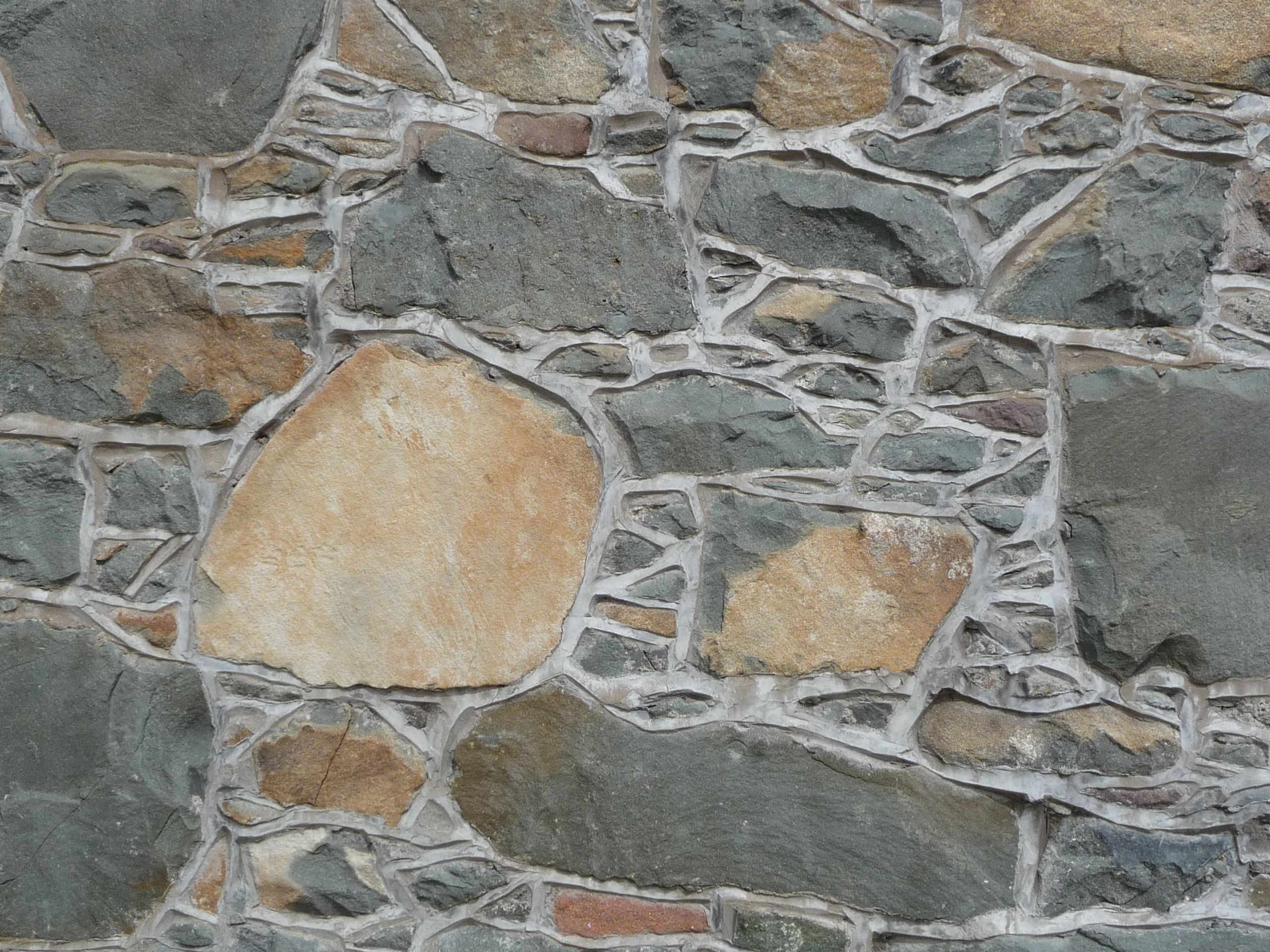
Moffat, Dumfries and Galloway (Écosse).

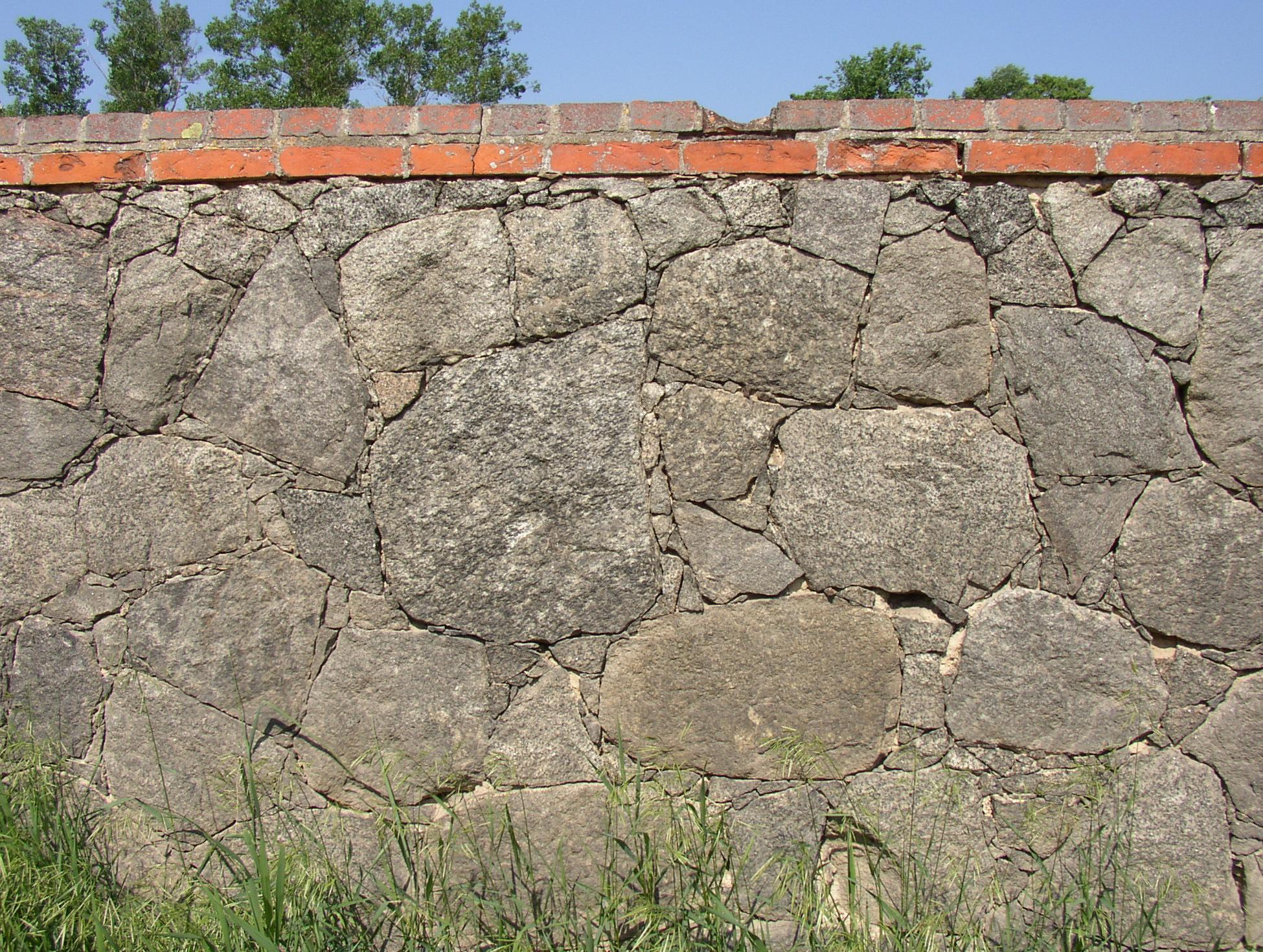
Wriezen-Haselberg en Brandebourg (Allemagne).

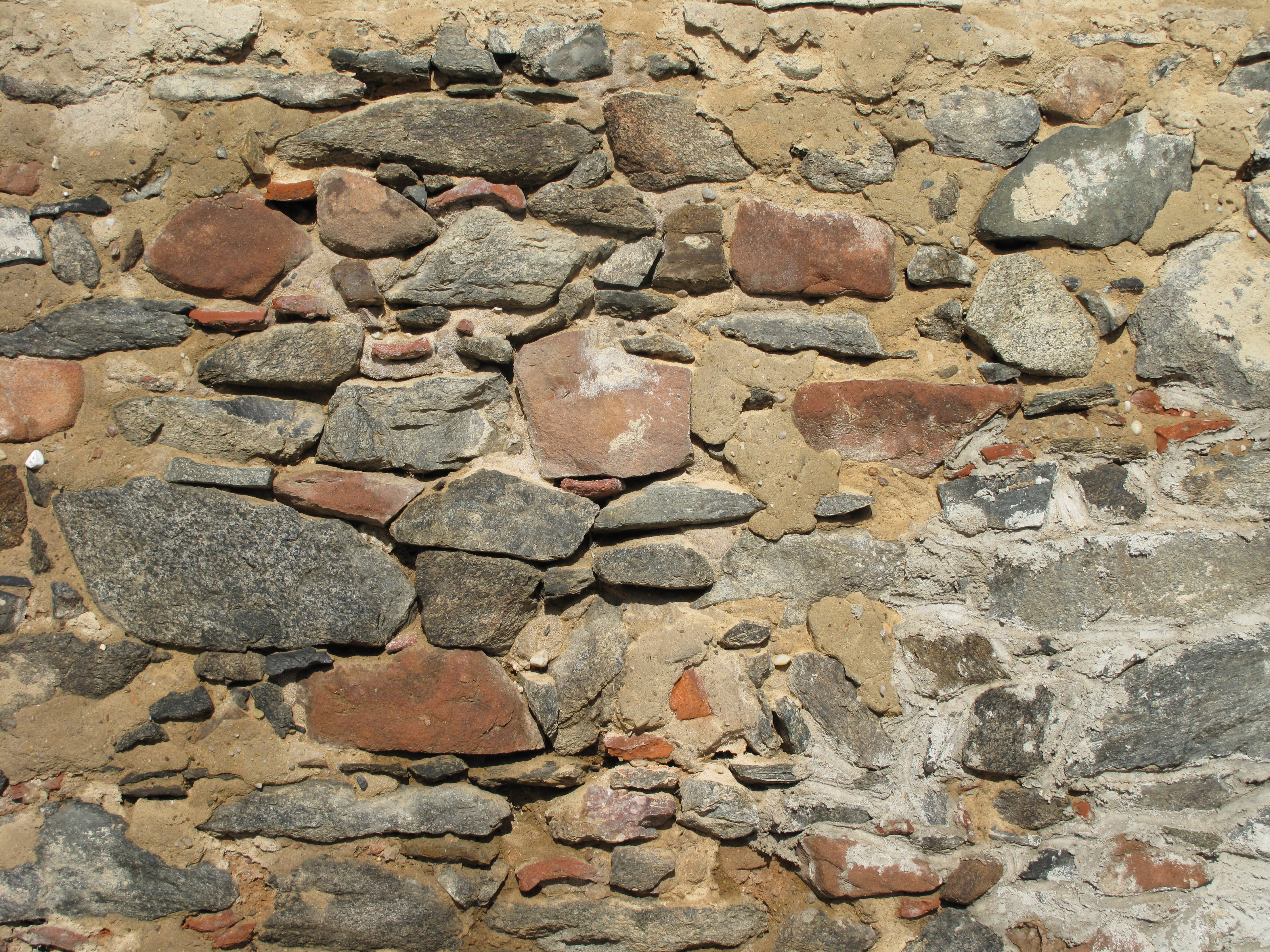
Stříbrná Skalice, Praha-východ (République tchèque).

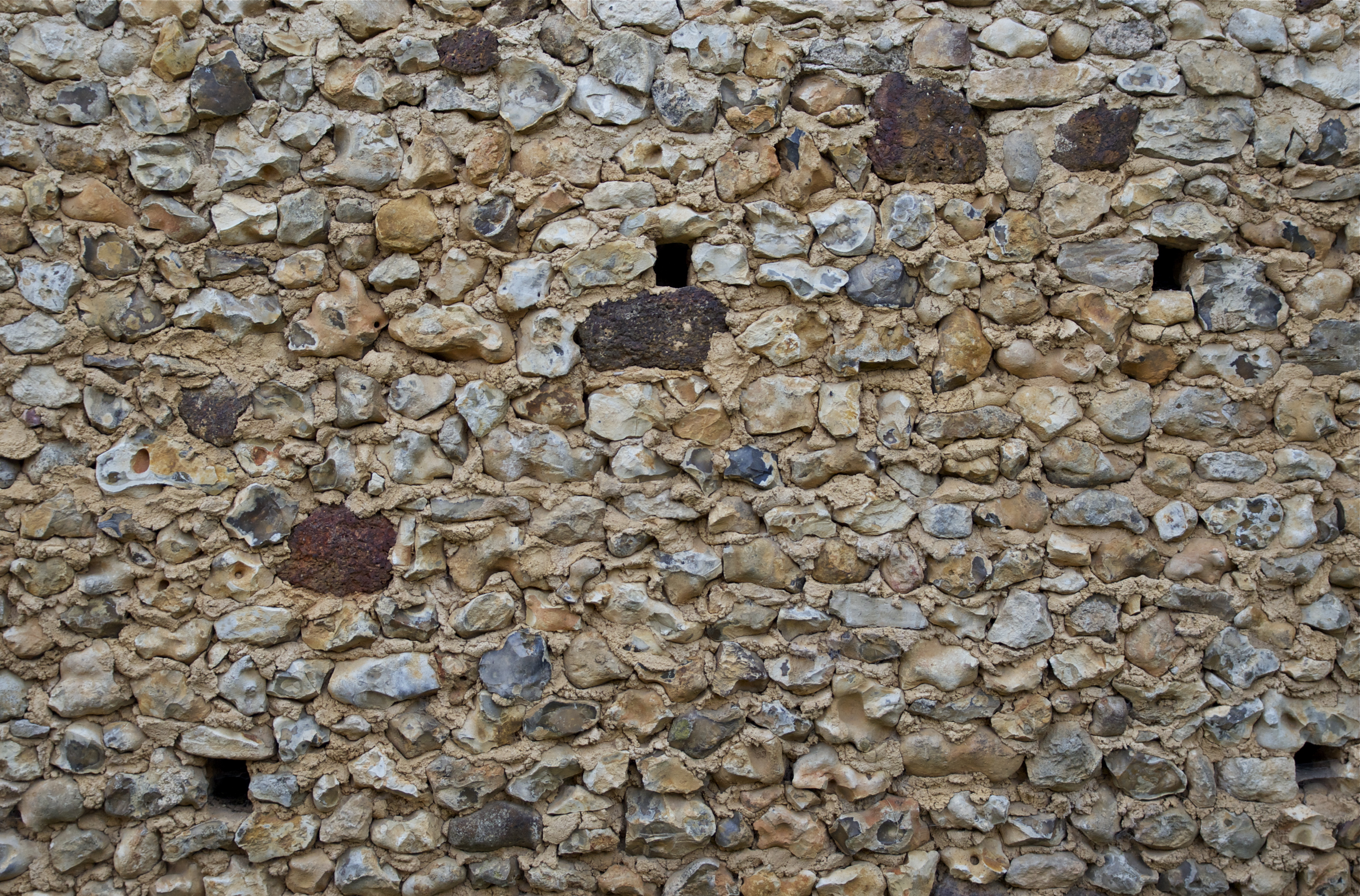
Mur de pierres d'une vieille ferme à L'Herm, en Dordogne (France).

Dans un mur ou un ouvrage de maçonnerie, un joint désigne généralement un intervalle qu'on maintient entre deux pierres naturelles ou artificielles (bloc de béton, brique, etc.) et qui se trouve rempli éventuellement de mortier (mortier de chaux, de terre et anciennement aussi de plâtre). Le joint fait l'objet d'un « jointoyage » a posteriori lorsque cela s'avère nécessaire.
De manière générale, on s'arrange pour que les joints ne soient pas superposés verticalement. La disposition des joints est dictée par l'appareil.
Le joint est déterminant dans la stabilité, l'apparence d'un mur, son étanchéité à l'humidité, voire sa résistance au feu.

## Définitions
Un mur à pierres sèches est un mur qui est construit en moellon ou en meulière sans aucun mortier ; un mur brut ou mur nu, mur qui n'est ni enduit ni jointoyé. Un mur jointoyé est un mur qui est construit de moellons ou de briques, etc., et dont les joints sont remplis à l'affleurement avec du plâtre ou du mortier.
Anciennement, on disait aussi « crépi à pierre apparente ». Un mur crépi est alors un mur jointoyé mais dont les moellons ou les briques sont entièrement recouverts de plâtre ou de mortier. Un mur enduit est un mur dont la première couche que l'on nomme crépie, est recouverte d'une seconde couche de plâtre plus fin, mieux dressée et plus unie. On dit aussi mur ravalé. On désigne par « jointoyer », remplir avec du mortier fait de recoupes de pierres, et le plus souvent avec du mortier de ciment et de chaux, les joints des assises d'un mur de face (c'est-à-dire, le mur extérieur d'un bâtiment), lorsqu'on en fait le ragrément. C'est aussi, sur un mur élevé en moellon ou en meulière, remplir les joints au fur et à mesure qu'on le construit ou après sa construction, soit en plâtre, soit en mortier. On désigne, par rejointoyer, refaire les joints dégradés des pierres, des moellons d'un vieux mur de face, de clôture.
Souvent par abus de langage la personne qui s'occupe de la confection des joints est appelée indifféremment, « jointoyeur » ou « rejointoyeur », voire « façadier ». Le travail lui-même est appelé « jointoiement» ou « jointoyage » ou « rejointoyage » et l'action, « jointoyer » ou « rejointoyer ». Anciennement, on parlait de « ficher » c'est-à-dire faire entrer du mortier avec une latte ou la « fiche » sur le lit entre deux assises, lorsque la dernière assise posée est « calée », et remplir les joints montants d'un coulis de mortier gâché clair, après avoir bouché les bords des uns et des autres avec de l'étoupe. On fichait aussi quelquefois les pierres avec moitié de mortier et moitié de plâtre clair. Les cales étaient de petits morceaux de bois mince qu'on posait entre deux assises et qui déterminaient la largeur ou plutôt la hauteur du joint que forment les deux assises posées l'une sur l'autre. Le ficheur était l'ouvrier employé à cet ouvrage. La fiche était une espèce de grand couteau pointu et emmanché dont la lame est mince comme le fer d'une scie, et qui servait à faire entrer le mortier dans les joints des pierres après qu'elles étaient posées. Cette mise en œuvre des joints sera abandonnée au profit de la pose à plein bain de mortier.
Joint désigne également les différents joints verticaux ou inclinés, ou horizontaux, que forment les voussoirs d'un arc, les claveaux d'une plate-bande.

## Histoire
De manière générale, l'élaboration des maçonneries est conditionnée par les matériaux qui se trouvent à portée. Parmi les matériaux les plus nécessaires sont la pierre, la terre et le sable. Avec la terre, on fait des briques, des tuiles, des carreaux, du ciment, du pisé. Avec les pierres, on fait de la chaux qui est, avec le sable produit des mortiers, presque toujours indispensables. Toutefois, on fabrique aussi des mortiers avec une espèce d'argile (une terre franche) qui a beaucoup d'adhésion et, quelquefois, on se passe totalement de mortier, ce qui produit des murs à sec bons pour les clôtures mais sujets à réparations.
Si les Grecs connaissent la chaux et le plâtre sous forme d'enduit, ils ne les utiliseront qu'épisodiquement comme mortier, leur préférant dans les constructions en grand appareil l'usage de gros goujons de fer, de bronze ou même de bois placés entre les assises. Les blocs étaient reliés entre eux par des crampons ou des queues d’aronde en plomb, accessoire superflu puisque le pillage de ceux-ci n'a pas pour autant entraîné la ruine des murs monumentaux qu'ils ont construits. Les Grecs ne cherchent pas l’adhérence des matériaux nous dit Viollet-le-Duc. En un mot, ils ne connaissaient ni n’employaient les mortiers. Les charges n’agissant, dans leurs monuments, que verticalement, ils n’avaient donc besoin que de résistances verticales ; les voûtes leur étant inconnues, ils n’ont pas eu à maintenir des pressions obliques, ce que l’on désigne par des poussées. La stabilité était obtenue seulement par l’observation judicieuse des lois de la pesanteur. Cette tradition grecque se retrouve tardivement en Orient, à Jerash par exemple, quoique faisant partie de l'empire romain, où tout est construit sans mortier, à joint vif.
Le mortier sera employé par les Romains pour les appareillages de blocage dans les ouvrages de moellon appelés opus caementicium, ou de brique, jamais avec la pierre de taille. Les Romains qui font usage de la voûte pour obtenir des résistances passives et une adhérence parfaite entre toutes les parties inertes de leurs constructions et les parties actives, c’est-à-dire entre les points d’appui et les voûtes, composent alors des maçonneries homogènes, au moyen de petits matériaux, de cailloux ou de pierrailles réunis par un mortier excellent, et enferment ces blocages dans un encaissement de brique, de moellon ou de pierre de taille.
La construction à vif utilisée avec succès dans l'Antiquité dans le grand appareil sera d'après Viollet-le-Duc utilisée à mauvaise fin pendant l'époque romane : des constructeurs enveloppent un blocage dans un revêtement de pierre conservant à l'extérieur l'apparence d'une construction de grand appareil. Ils payèrent cher ce désir de faire paraître leurs constructions autres qu'elles ne l'étaient ; il se déclara dans la plupart de ces édifices des ruptures entre les parements et le blocages, des lézardes longitudinales qui occasionnèrent chez presque tous, pour le moins des désordres sérieux, et souvent la ruine. Ces effets étaient d'autant plus fréquents et dangereux que les édifices étaient plus élevés. On comprendra en effet que si on a des assises à joints vifs devant un massif en blocaille et mortier, le massif venant à tasser par l'effet de la dessiccation des mortiers sous la charge et les assises de pierres posées à cru les unes sur les autres ne pouvant diminuer de volume, il se déclarera une rupture verticale derrière le parement qui ne tardera pas à tomber. Mais si on a eu soin de laisser entre chaque assise de pierre un lit de mortier épais, non seulement ce lit soudé au massif retiendra les assises de pierre, mais il permettra à celles-ci de subir un tassement équivalent au tassement des blocages intérieurs.
Dans les constructions du Moyen Âge, les joints d'abord très épais jusqu'au XIe siècle deviennent alors très minces, particulièrement dans les provinces méridionales et en Bourgogne et sont presque dépourvus de mortier ; ils s'épaississent vers le milieu du XIIe siècle et les pierres étant posées à bain de mortier sans être ravalées après la pose, ces joints en mortier ne sont pas repassés au fer mais simplement coupés à la truelle. Les constructeurs ne faisant pas de ravalements ne faisaient pas non plus de rejointoiements.
Cependant il est quelques provinces, comme l'Auvergne où, pendant les XIe et XIIe siècles, on faisait des joints en mortier légèrement saillants sur les parements et coupés vifs aux arêtes (…) ; mais ces joints ne s'appliquent généralement qu'à de petits appareils. Ils sertissent, par exemple, les imbrications composées de matériaux de diverses couleurs, en formant autour de chaque pierre un filet d'un centimètre de largeur environ, saillant d'un millimètre sur le nu du mur. Ces sortes de joints étaient faits après la pose, repassés et soigneusement recoupés au fer. Le mortier en est fort dur, mais n'a pas toujours une parfaite adhérence avec celui qui a servi à la pose et qu'il a fallu dégrader à une certaine profondeur pour rejointoyer.
On voit aussi, dans des édifices de la fin du XIe siècle des provinces méridionales voisines du Centre, comme la basilique Saint-Sernin de Toulouse, par exemple, des joints saillants, mais à section convexe. Ceux-ci, en n'arrêtant pas l'humidité qui coule le long des parements, sont moins sujets à se dégrader par l'effet de la gelée.

## Joint non maçonné

### Maçonnerie à joints vifs
La maçonnerie à joints vifs désigne une maçonnerie de pierres de taille appareillées sans mortier : les pierres, extraites de carrière, ont leurs faces soigneusement dressées pour s'ajuster aux pierres qui les jouxtent.
Les Grecs et les Romains, dans le grand appareil (opus quadratum) ou dans l'opus siliceum, mettent en œuvre de grandes pierres parfaitement jointives, c'est-à-dire sans joint maçonné. Le lit de pose (la face inférieure) et le lit d'attente (la face supérieure) sont rigoureusement plans pour assurer une répartition optimale des pressions. Dans la même optique, les pierres sont posées selon leur lit de carrière, c'est-à-dire en respectant l'orientation horizontale des strates. Les faces latérales ou face de joint ne transmettent pas de pression et ne subissent pas de traitement particulier. Pour prévenir l'ouverture des joints horizontalement, chose qui s'est révélée superflue puisque les murs romains travaillent verticalement, des crampons (clé à queue d'aronde) et goujons en métal sont disposés entre les pierres, dans des loges ménagées dans le lit d'attente. On retrouvera ce principe d'assemblage dans des architectures égyptiennes et andines.

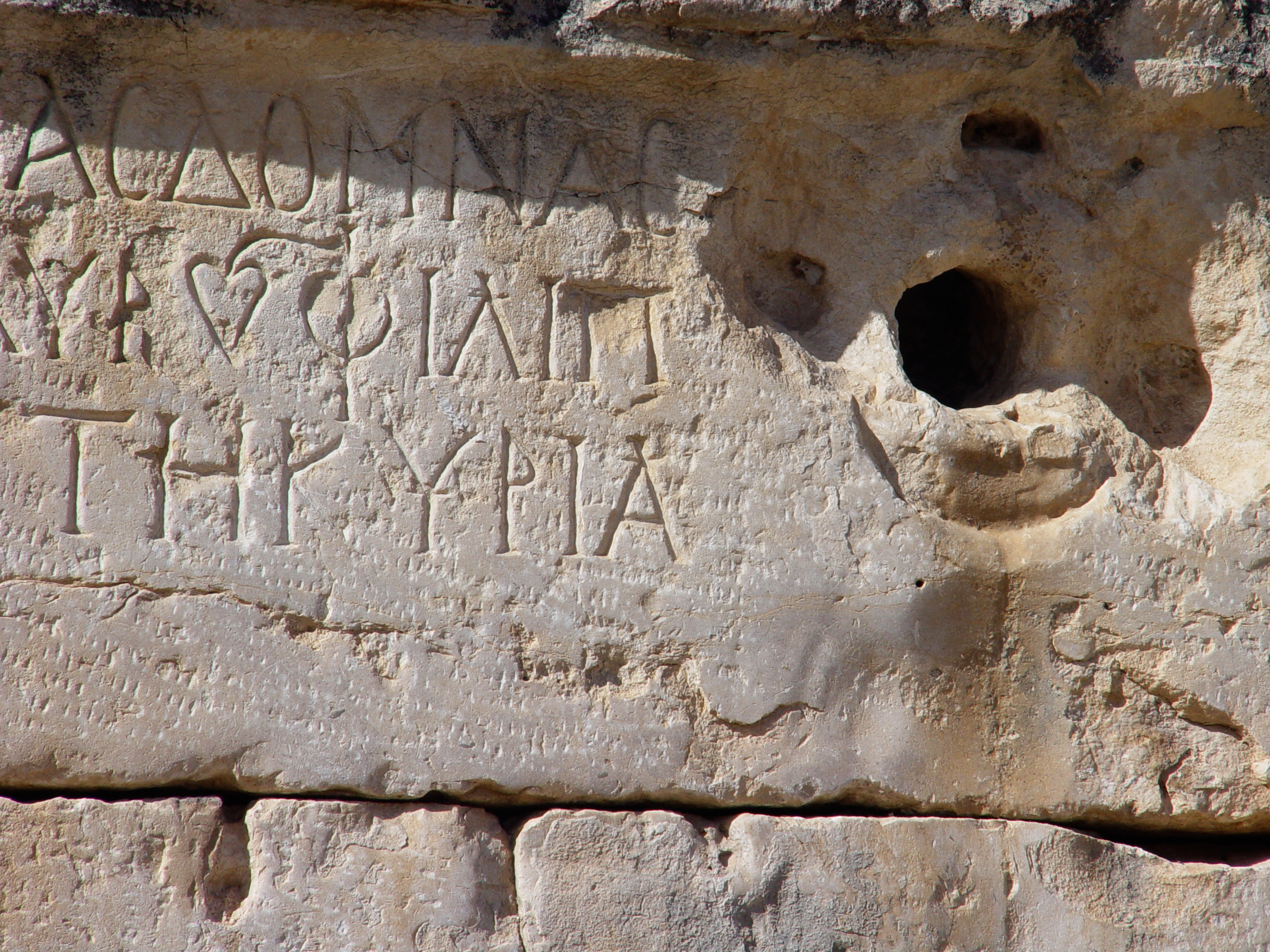
Joint vif, Jerash.
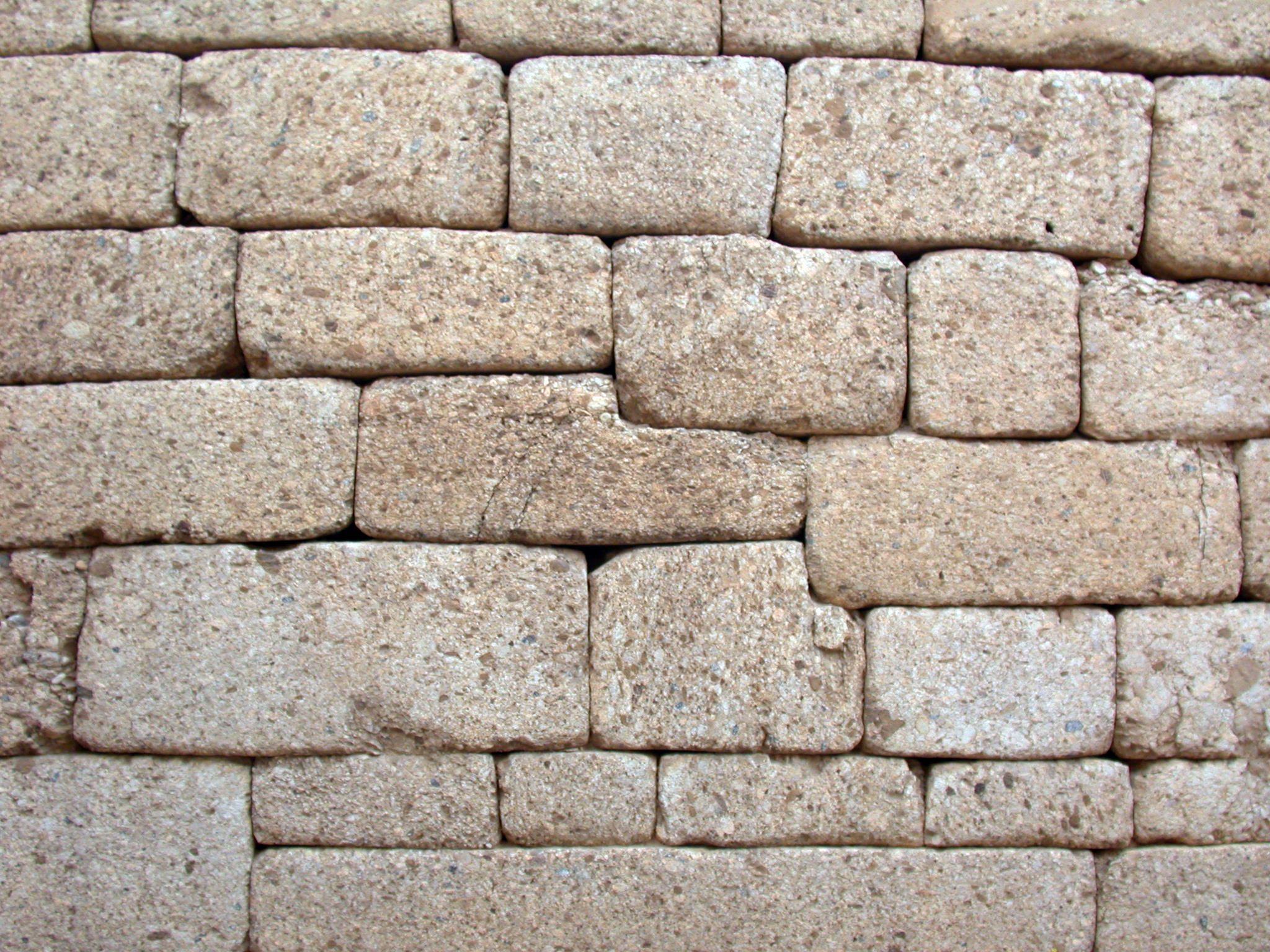
Joint vif, trésor d'Atrée, Mycènes (Grèce), 1250 av. J.-C.
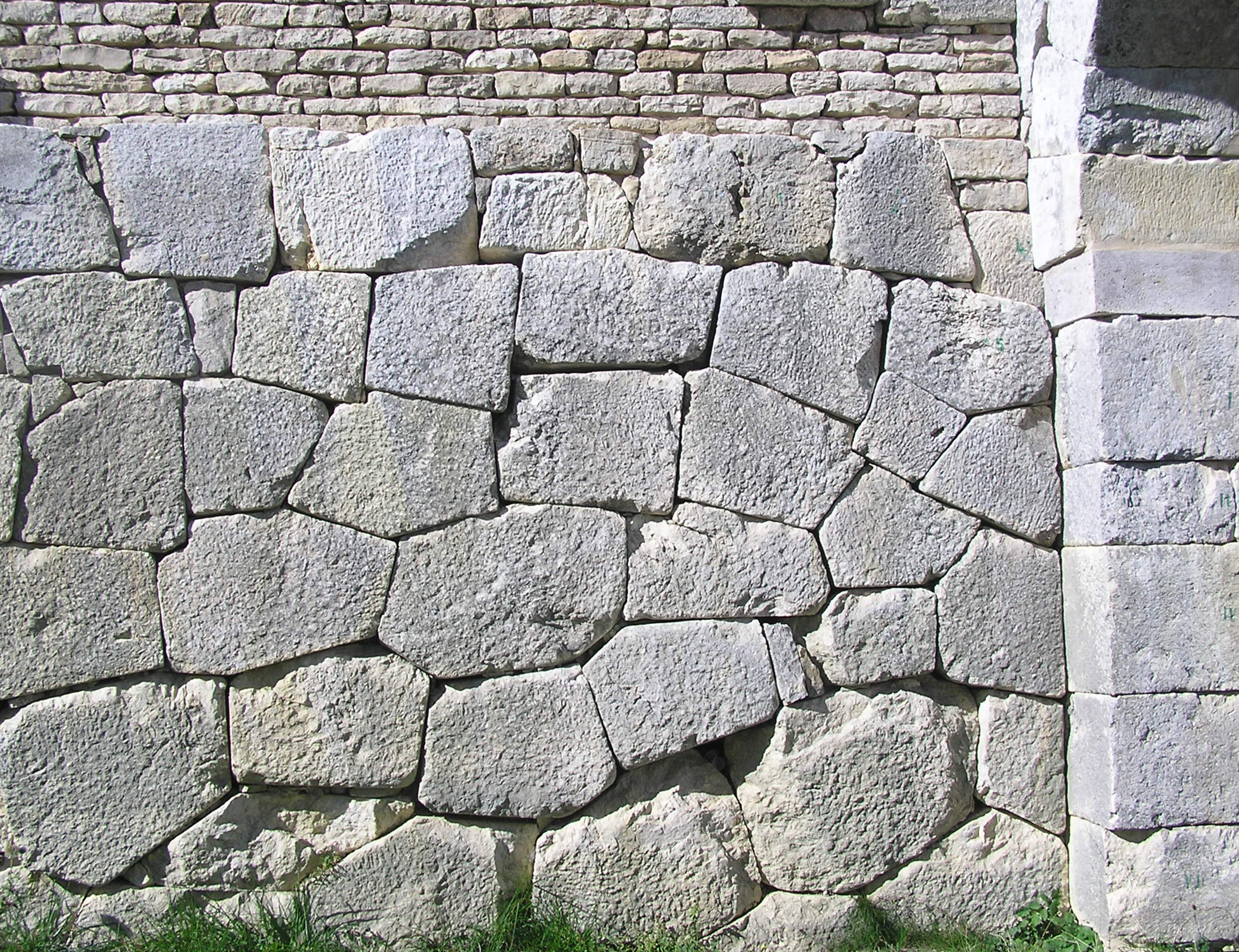
Maçonnerie polygonale (opus siliceum) dans le théâtre antique de Pietrabbondante, province d'Isernia (Italie).
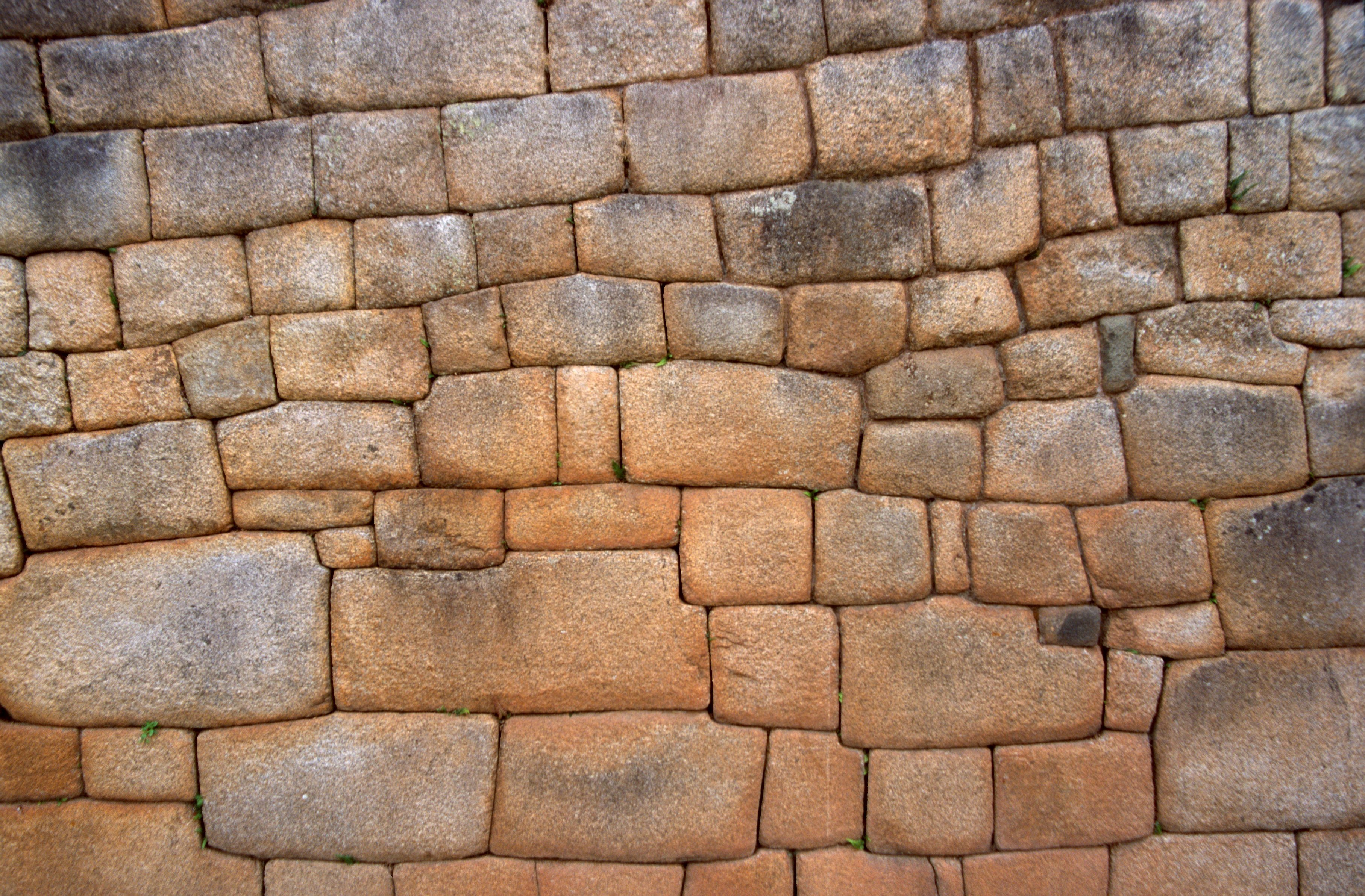
Joint vif, Machu Picchu (Pérou), vers 1440.
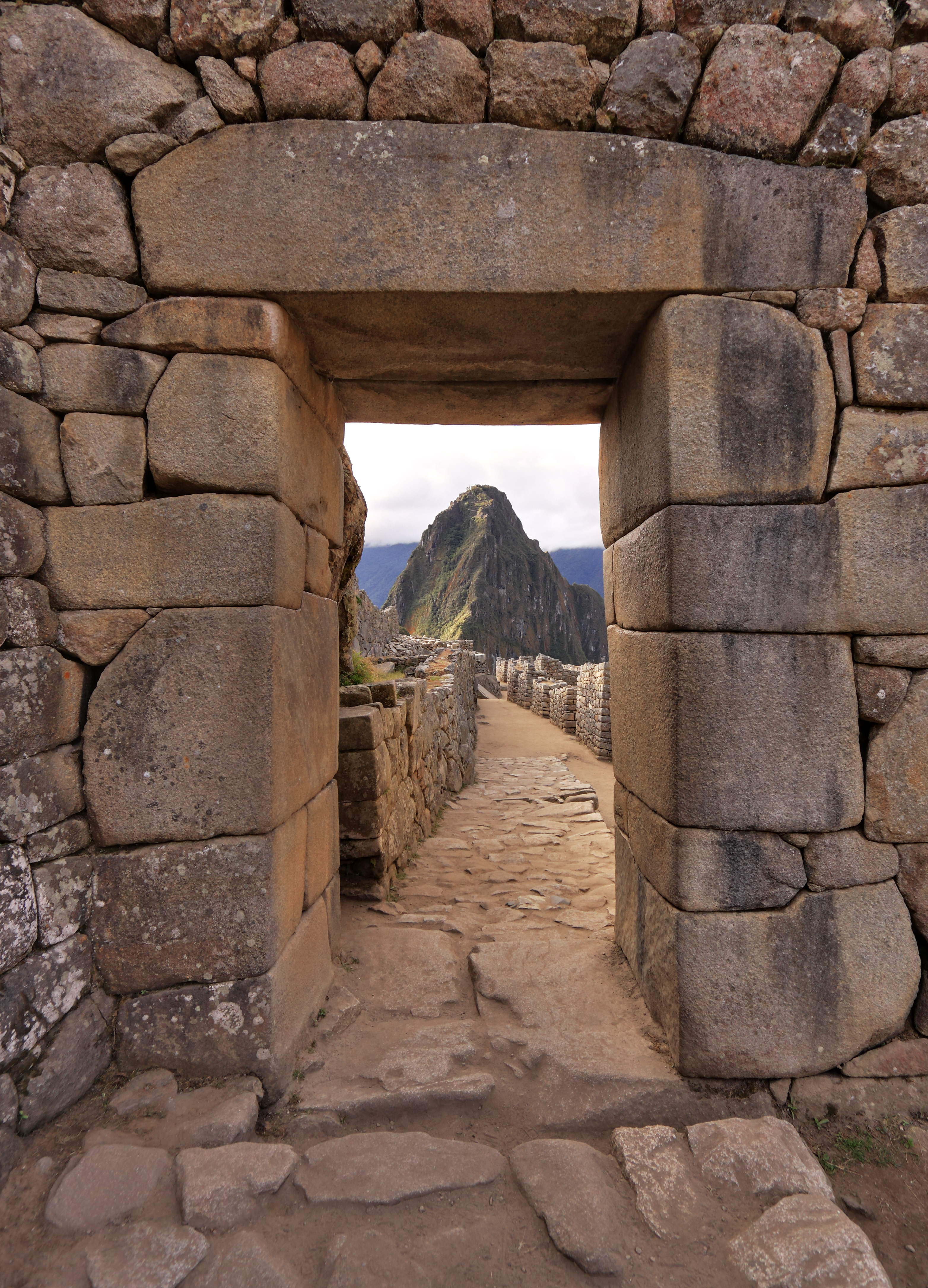
Joint vif, Machu Picchu (Pérou), vers 1440.

### Pierre sèche
La maçonnerie à pierres sèches (dite aussi maçonnerie à sec, maçonnerie sèche ou encore plus familièrement « la pierre sèche ») est une technique de construction consistant à assembler, sans aucun mortier à liant, des moellons, des plaquettes, des blocs, des dalles, bruts ou ébauchés, pour monter un mur, une voûte.

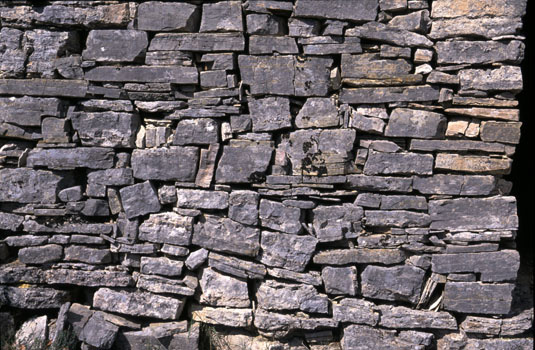
Pierre sèche en plaquettes brutes à Saignon, Vaucluse (France).

### Gabion
Le gabion, à partir de la fin du XXe siècle en génie civil, désigne une sorte de casier, le plus souvent fait de solides fils de fer tressés et contenant des pierres, utilisé dans le bâtiment pour décorer une façade nue ou construire un mur de soutènement, ou une berge artificielle non étanche.

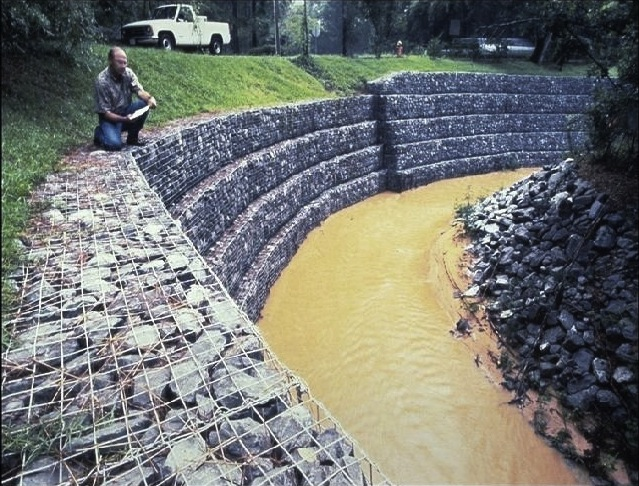
Gabions en grillage métallique inoxydable utilisés en murs de soutènement.

## Joint maçonné

### Matériaux
Les liants employés ont beaucoup varié avec le temps. Les matériaux utilisés furent la terre, la chaux, le plâtre et, plus récemment, les chaux hydrauliques, les ciments, et enfin les colles et mastics.
La couleur des joints est déterminée par la couleur du sable (ciment gris et de sable jaune) utilisé pour le mortier mais peut être modifiée par adjonction de pigments. Le plus souvent, on utilise un mélange dit bâtard composé de ciment, de chaux grasse ou de chaux hydraulique et de sable sec. Le mélange obtenu ne doit pas rétracter en séchant et se détacher du support. La forme du joint (plat coupé ou oblique, en retrait ou en saillie) est obtenue par le fer utilisé pour le lisser quand le mortier est encore frais. D'autres finitions peuvent être obtenues par brossage, sablage ou grattage.
Les briques dites à joint mince ont des dimensions très régulières (tolérance de l'ordre du millimètre) qui permettent de les monter très facilement. L'assemblage ne se fait plus avec du mortier, mais par collage au moyen d'une colle ou mortier-colle spécial.
Les joints des parements en pierre de taille agrafée sont remplis de ciment, de mastic, ou de silicone. Il faut veiller à ce que le matériau utilisé ne transsudera pas dans la pierre.

### Types de joint
Joint traditionnel 
Joint de 10-12 mm réalisé en mortier (sable et ciment/chaux, pigments organiques) réalisé en retrait, affleurant plein, chanfreiné, bombé ou concave. Le joint permet éventuellement de compenser les légers défauts de calibre et les irrégularités des briques. La couleur est déterminante dans l'apparence du mur. Il s'applique à tous types de maçonnerie.
Exemple de joint traditionnel :
Le mortier des joints des moellons calcaire peut être composé ainsi :
1 volume de sable gris, 2 volumes de sable roux et 1 volume de chaux. Le tout est mélangé à sec puis on y ajoute un volume d'eau environ. Le mortier est stocké dans une auge et ensuite appliqué avec une truelle, une langue de chat. Le mortier peut être mis le matin dans les joints et ensuite l'après-midi est consacré au brossage de ceux-ci afin de leur donner l'aspect désiré, vieilli. Les joints des moellons peuvent ainsi être grattés ; d'abord avec une petite truelle triangulaire, ensuite à l'aide d'une brosse métallique et, pour finir, on donne un coup de balai brosse pour enlever les petits sillons creusés par la brosse métallique.
Joint mince
Joint de 5-6 mm réalisé en mortier-colle. Pas de rejointoyage nécessaire. Nécessite des briques ou blocs parfaitement calibrées, éventuellement profilées et une mise en œuvre irréprochable.
Joint collé
Joint de 3-5 mm réalisé en mortier-colle. Pas de rejointoyage nécessaire. Nécessite des briques ou blocs parfaitement calibrées, éventuellement profilées et une mise en œuvre irréprochable. Les briques semblent empilées.
Joint à reflux
Le joint déborde à l'extérieur de la brique lors de la pose et est laissé tel-quel.

### Statique
Dans les pays occidentaux, l'unité de maçonnerie utilisée (brique, bloc, etc.) est généralement plus forte que le mortier. Il arrive toutefois que le mortier utilisé soit plus rigide que les unités de maçonnerie. La résistance de l'unité de maçonnerie, celle du mortier et son volume a une influence sur la résistance de la maçonnerie.
Pour comprendre de manière complète l'équilibre des maçonneries, on est amené à la considérer comme divisée par des joints suivant lesquels la séparation est généralement plus facile. Lorsque, par des circonstances quelconques, une séparation s'opère dans une maçonnerie de moellons en examinant les surfaces de cassure, on reconnaît qu'elles suivent le mortier, les pierres en général ne se brisent pas, elles restent encastrées dans l'une ou l'autre face, laissant dans celle qu'elles abandonnent l'alvéole dans laquelle elles étaient logées. Presque toujours la maçonnerie ordinaire se trouve composée d'assises à peu près régulières, c'est-à-dire qu'on peut diviser le massif par des plans qui ne rencontreraient que du mortier. Cette division qui facilite le travail n'a pas d'inconvénient parce que ces constructions ne résistent qu'à des charges verticales. Mais cette division par assises peut nuire à la solidité lorsque soumise à des efforts parallèles à leurs plans de division. On retrouve ce type de sollicitations lors d'un séisme par exemple.

### Autres propriétés
La durée des joints dépend beaucoup de la qualité de la pierre employée. Avec les calcaires poreux et siliceux très rugueux, on fait d'excellents joints ; il n'en peut être de même avec le grès qui jamais n'adhère parfaitement au mortier par suite de son aptitude particulière à absorber l'humidité. Dès lors les mortiers se dessèchent et se dégradent promptement. Aussi avons-nous observé, dans quelques monuments de l'Alsace, comme à la cathédrale de Strasbourg que les constructeurs (pour éviter, sur des plans inclinés ou des parements directement exposés à la pluie, la dégradation des joints de mortier, toujours pulvérulents, surtout près de la surface extérieure), avaient pratiqué, des deux côtés de ces joints, de petites saignées pour conduire les eaux sur les parements et préserver le mortier du lavage.
En principe, du moment qu'on ne peut poser les pierres absolument jointives, comme le faisaient les Grecs et même les Romains lorsqu'ils employaient le grand appareil, mieux vaut un joint épais qu'un joint mince, le mortier ne se conservant qu'à la condition de former un volume assez considérable. Les plus mauvais joints sont les joints coulés soit en mortier, soit en plâtre. L'eau s'évaporant ou étant absorbée par la pierre, le coulis subit un retrait, et il reste des vides dans lesquels vient se loger la poussière qui engendre des végétaux. La seule méthode à employer quand on élève des constructions en pierre, c'est de poser les pierres à la louve et à bain de mortier ; le fichage est quelquefois commandé, comme dans les reprises en sous-œuvre ; mais il demande à être fait avec un soin extrême. Dans ce cas, dès que le mortier fiché commence à prendre, il faut le bourrer avec des palettes de fer jusqu'au refus ; puis on rejointoie quelque temps après jusqu'à une profondeur de cinq à six centimètres. Bien entendu, ce que nous disons ici s'applique encore plus aux lits qu'aux joints.

#### Esthétique
Le joint peut être déterminant dans l'apparence finale d'un mur, si bien que le maçon est souvent tenu de fournir à l'architecte ou au maître de l'ouvrage différents échantillons de rejointoyage entre lesquels il faudra choisir. La couleur, l'épaisseur, la profondeur et la forme sont les critères d'apparence du joint.

#### Résistance au feu

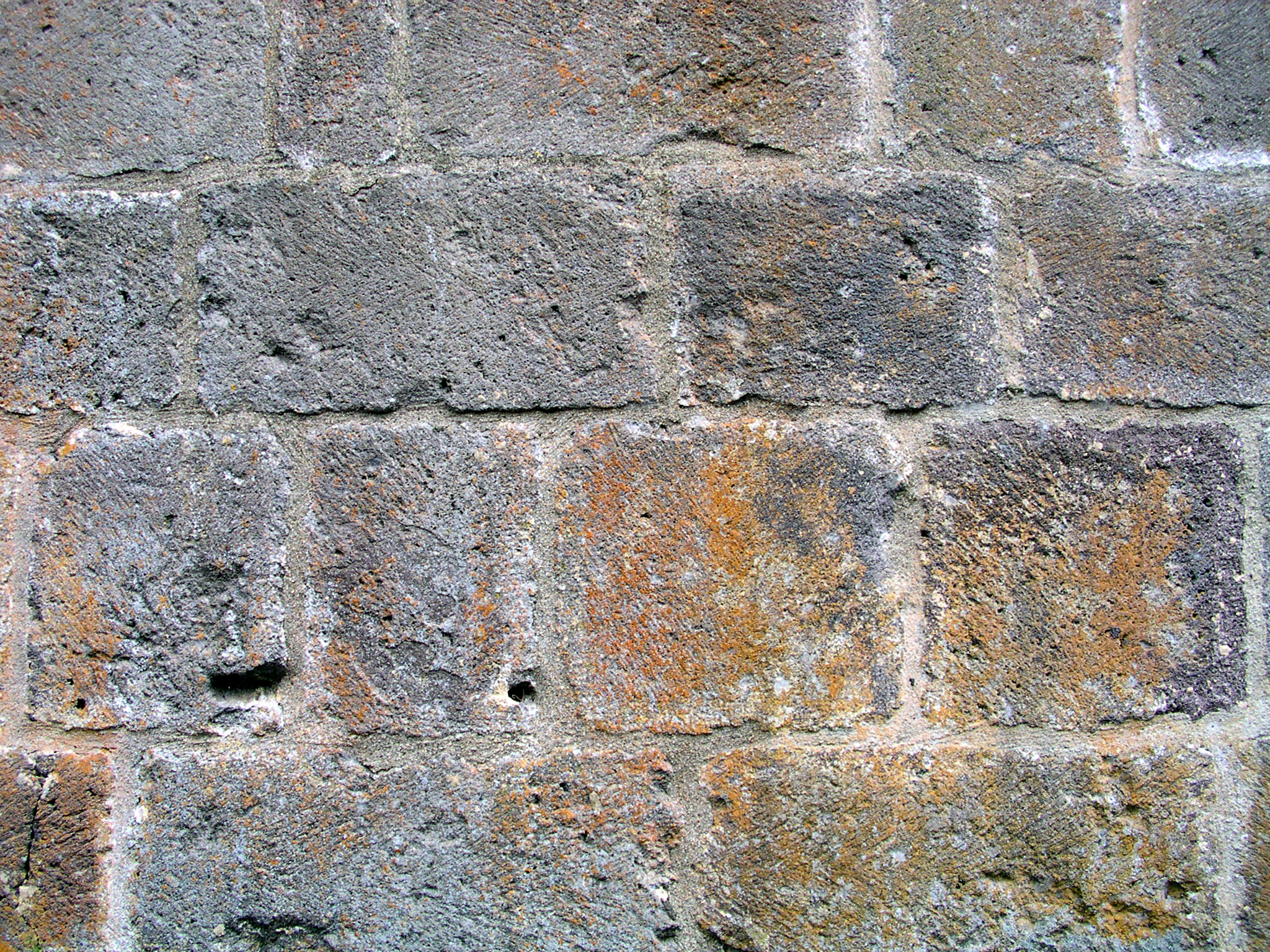
La pierre de Besse, Besse-et-Saint-Anastaise, Puy-de-Dôme (France).
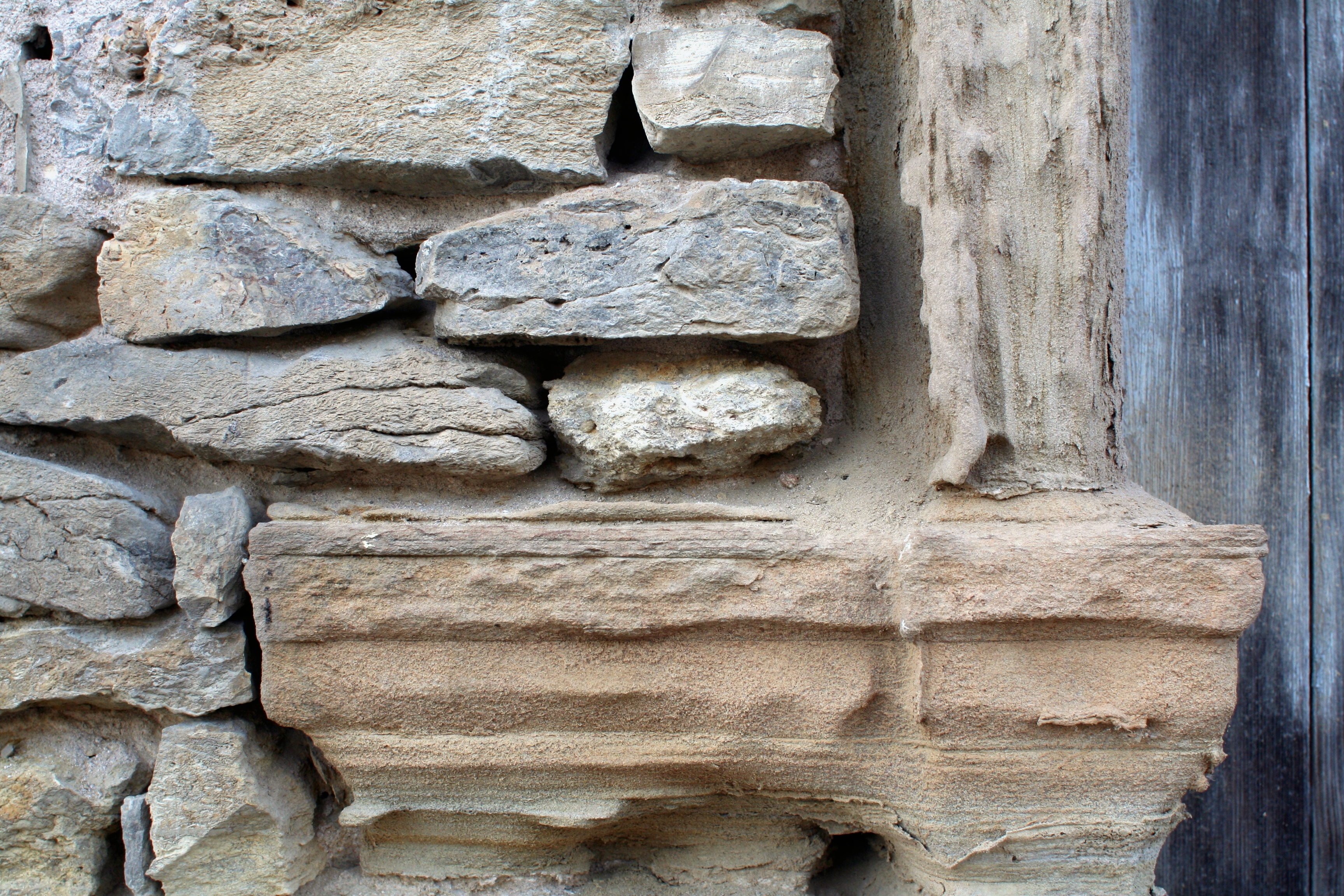
Badménil-aux-Bois, Vosges (France).
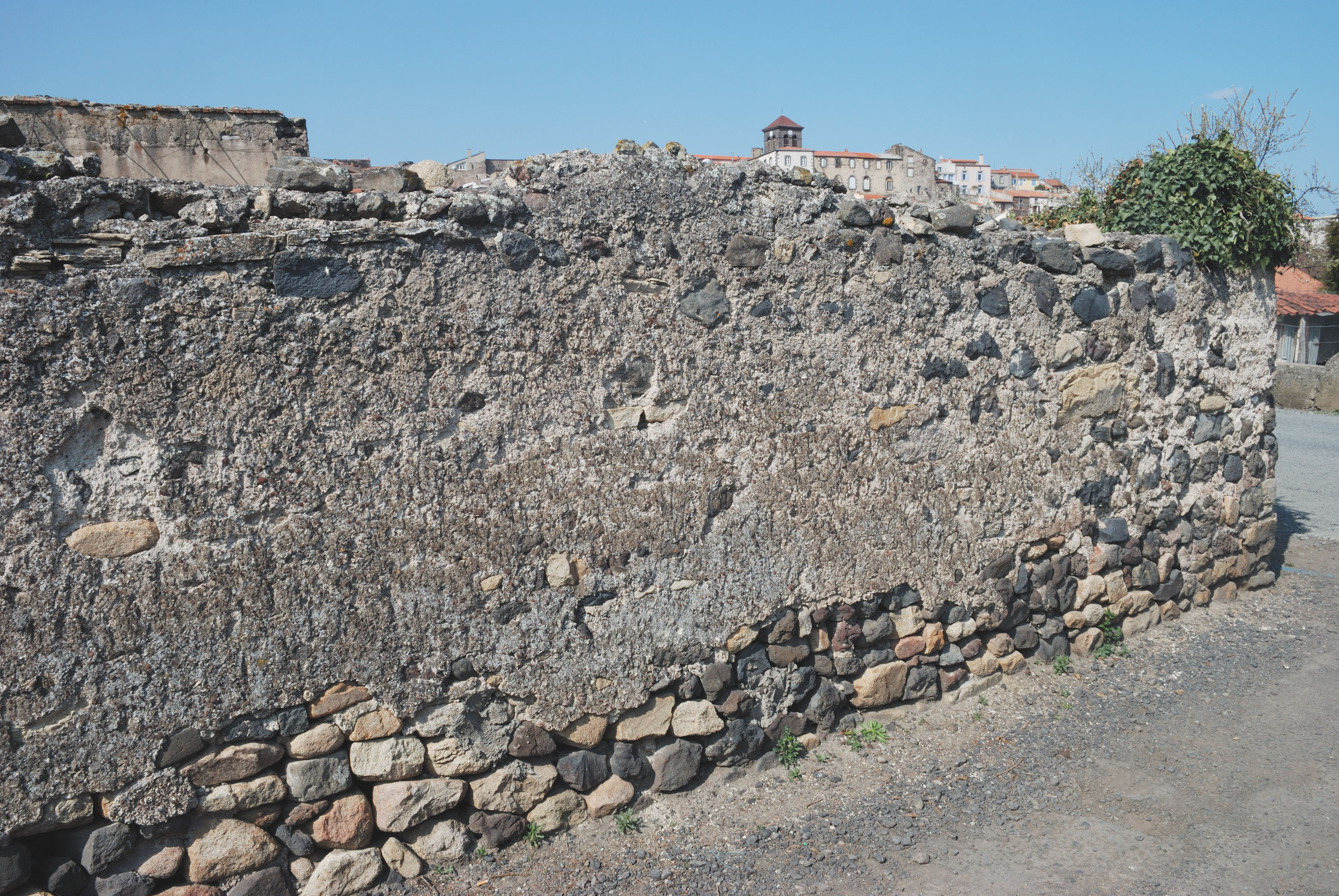
Mur enduit au mortier de chaux, Beaumont, Puy-de-Dôme (France).
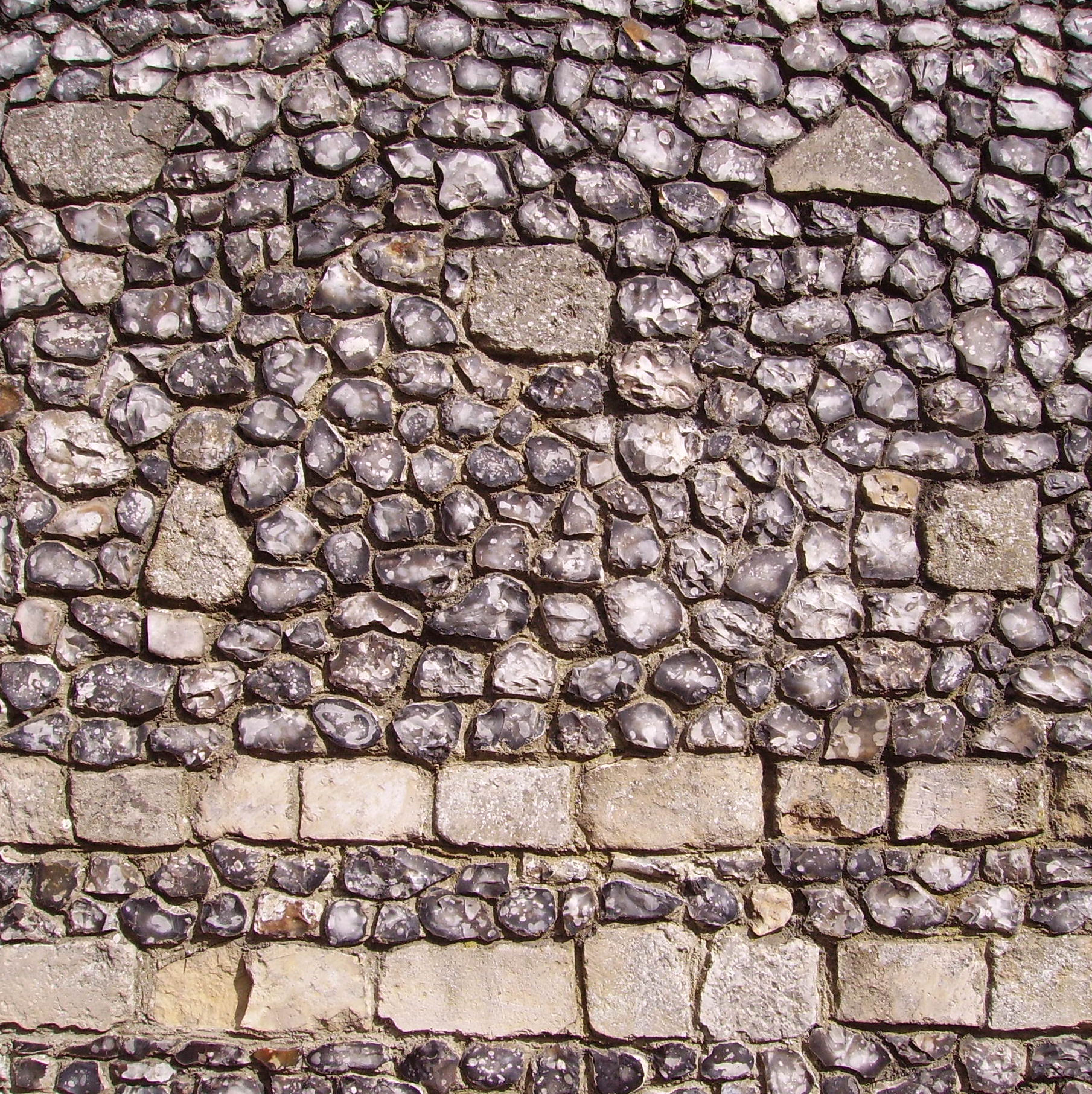
Canterbury (Angleterre).

### Outils
Les outils du rejointoyeur sont les suivants : fer à joint (fer rond, etc.), brosse métallique, brosse douce, truelle, auge, mortier de jointoiement, fers rond, taloche, acide chlorhydrique, marteau, ciseau à déjointer, ainsi que des échafaudages et des instruments de levage.
Des outils supplémentaires peuvent optimiser l'injection du mortier : poche à joint, jointoyeuse.

### Mise en œuvre
L'épaisseur des joints est déterminée au moment du montage du mur. Les joints ont entre 8 et 12 mm pour le mortier et 3 mm pour les mortiers-colle.
Pour une finition uniforme, on réalise le travail de rejointoyage après le montage du mur (rejointoyage a posteriori). Le travail est alors réalisé par le maçon ou un rejointoyeur. Le travail de rejointoyage se fait alors plus tard et peut faire l'objet d'un poste séparé dans un métré, un cahier des charges ou une remise de prix. Le mur doit être soigneusement brossé pour supprimer les parties de mortier qui gêneraient par la suite le rejointoyage.
On peut aussi réaliser les joints au fur et à mesure que les murs sont montés (on parle de rejointoyer en montant), lorsque le travail de rejointoyage prend moins d'importance, notamment lorsque le mur doit être enduit.
Les joints se font généralement en creux mais il arrive qu'on les fasse en saillie.
On peut placer des armatures métalliques dans les joints (armatures de joints d'assise) d'assise pour améliorer la résistance à la compression des murs les plus fortement sollicités.

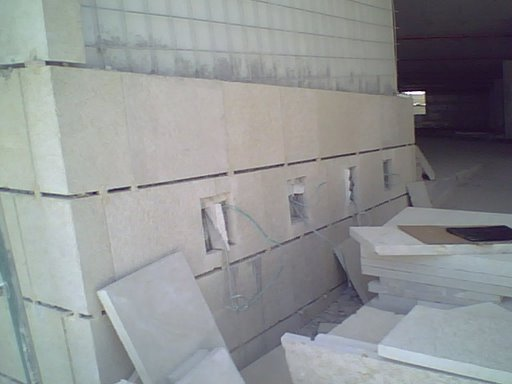
Exemple de mise en œuvre de la pierre de taille.

Maçonnerie de brique
Maçonnerie de moellon
Maçonnerie de pierre de taille
Maçonnerie de bloc de plâtre
Maçonnerie de bloc silico-calcaire

## Faux joints

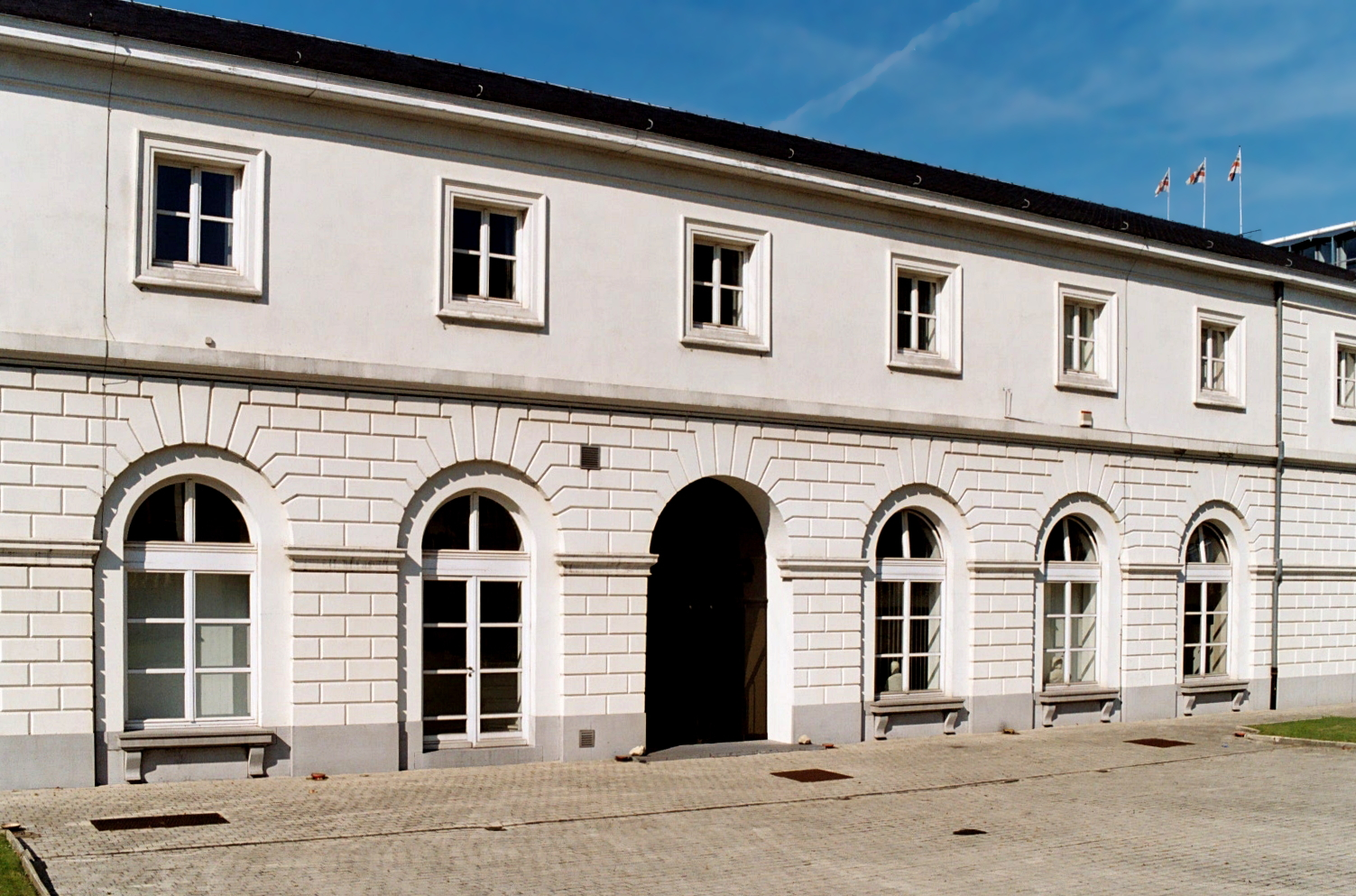
Les bossages plats et les lignes de refend, écuries royales de Bruxelles.

Les Romains mirent en œuvre des faux joints à des fins esthétiques.
Les architectes du Moyen Âge ont souvent simulé des joints en peinture dans les intérieurs, soit en rouge sur fond blanc ou jaune, soit en blanc sur fond ocre.
Caractérisant l'architecture néoclassique, les lignes de refend sont des lignes horizontales ou verticales creusées sur le parement d'un mur pour marquer ou simuler les joints d’assises entre les pierres de taille d'un mur ou d’une muraille.

## Appareil et stéréotomie
L'appareil désigne la façon dont les moellons, les pierres de taille ou les briques sont assemblés dans la maçonnerie.

## Joint et biodiversité

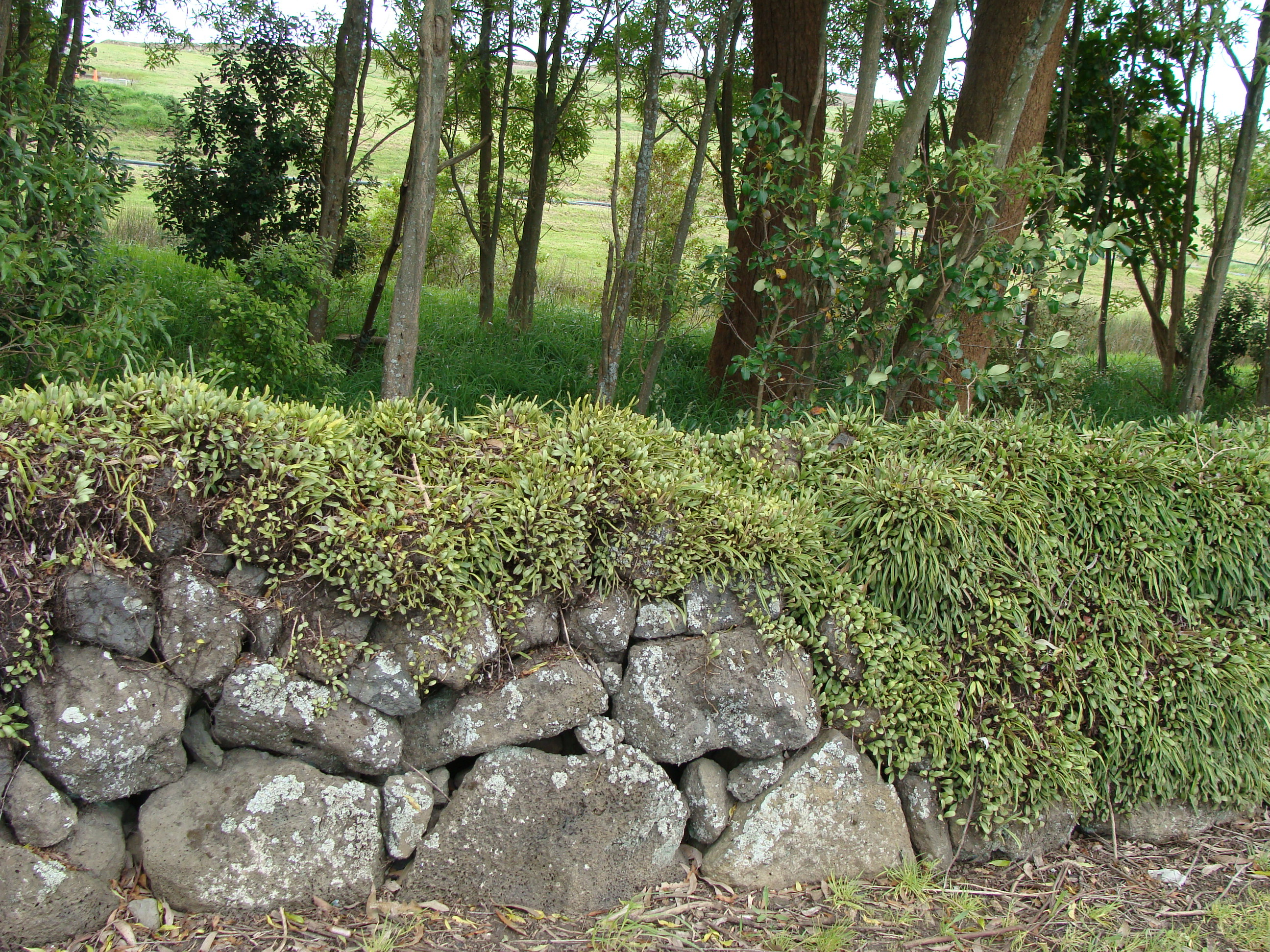
Green Hill, Auckland (Nouvelle-Zélande).

Les joints et anfractuosités d'un mur, d'un mur de pierre sèche surtout associé à une haie et/ou un fossé, ou tout mur humide et/ou riche en anfractuosités, peut constituer un habitat de substitution pour de nombreuses espèces des parois rocheuses.
La flore (mousses, lichens, fougères et plantes supérieures) qui poussent naturellement sur les murs ou dans leurs anfractuosités et certaines espèces animales (lézard des murailles par exemple) sont dites muricoles (ou cavernicoles lorsqu'elles vivent dans l'intérieur même des murs, dans les cavités).